# Фиммел, Трэвис
Трэ́вис Фи́ммел (англ. Travis Fimmel) — австралийский актёр кино и телевидения, в прошлом модель. Прославился благодаря роли легендарного викинга Рагнара Лодброка в историческом телесериале «Викинги» и роли Андуина Лотара в фильме «Варкрафт».

## Ранняя жизнь
Фиммел родился недалеко от маленького провинциального города Эчука, между Мельбурном и Сиднеем, и вырос там. Он является сыном медсестры Дженни и фермера Криса, разводящего крупный рогатый скот. Трэвис имеет английские и немецкие корни. Он является младшим из трёх братьев и вырос на молочной ферме, располагающейся на 5500 акрах в Локингстоне.
Фиммел в 17 лет переехал в Мельбурн, чтобы профессионально играть в юношеской сборной австралийской футбольной лиге за клуб St. Kilda, но из-за сломанной ноги вынужден был покинуть клуб до начала сезона. Он поступил в Университет RMIT, чтобы изучать коммерческую архитектуру и инженерию, но позже вместо этого решил поехать за границу.

## Карьера

### Модель
Модельная карьера Фиммела началась в тот момент, когда его заметил сотрудник агентства Chadwick Models Мэттью Андерсон в спортзале в Хоторне (пригороде Мельбурна). В 2002 году Фиммел заявился в офис агентства LA Models босиком и совершенно разбитый; в этот же день с ним подписали контракт. Через какое-то время Трэвис Фимелл стал первым мужчиной в мире, который заключил исключительную шестизначную сделку с Calvin Klein (на год), а также последним, кто лично заключил контракт с дизайнером бренда. Он был лицом аромата Calvin Klein для мужчин, а также выступал моделью знаменитого женского белья бренда. Ходят слухи, что один из рекламных щитов в Лондоне с фотографией Фиммела пришлось демонтировать из-за жалоб автоклуба на пробки и аварии, вызванные «зазевавшимися» женщинами-водителями.
Трэвис был назван одним из самых сексуальных холостяков в мире журналом America's People в 2002 году. В то время он считался "самым востребованным мужчиной-моделью в мире". Некоторые журналисты даже предположили, что Фиммел стал музой для сердцееда Джерри Джеррода, персонажа Джейсона Льюиса в сериале «Секс в большом городе».
Фиммел появлялся на обложках таких журналов, как французский Numero Homme и America’s TV Guide, а также на самых рейтинговых американских телешоу, включая «Джимми Киммел в прямом эфире», «Шоу Шерон Осборн», «В прямом эфире с Риджесом и Кэти Ли» и «Общий запрос в прямом эфире» на MTV. Кроме того, Фиммел исполнил эпизодическую роль в клипах «Someone to Call My Lover» Джанет Джексон и «I’m Real» Дженнифер Лопес.
Предпочтя быть известным благодаря актёрской игре, Фиммел отклонил предложение австралийской сети Seven Network стать приглашенным судьей на шоу «Сделай меня супермоделью».

### Актёр
Фиммел учился у голливудского актёрского коуча Иваны Чаббак. Ему потребовалось два года, чтобы набраться смелости для прослушивания на свою первую роль. Первым проектом, в котором появился Трэвис, стал сериал «Тарзан» (2003). Большинство трюков в нём актёр исполнил сам.
Фиммел играл как в независимых, так и в крупных голливудских проектах. В 2008 году его можно было увидеть в комедии «Серфер» в компании таких актёров, как Мэттью МакКонахи и Вуди Харрельсон, в 2010-м — в фильмах «Игла» и «Жизнь в стиле кантри 2».
Он изобразил талантливого классического пианиста в драме «Ivory», “творческом, остром, нестандартном” независимом фильме, который был официально отобран на Всемирном кинофестивале в Монреале в 2010 году, а также на международном кинофестивале в Страсбурге.
Фиммел сыграл Хельвега, тюремного охранника в фильме «Эксперимент» (2010). Известно, что первоначально эта роль досталась Элайдже Вуду, который по неизвестным причинам не смог участвовать в съемках. Триллер основан на реальном эксперименте Стэнфордского университета, который был прерван после того, как вышел из-под контроля.
Фиммел играл в сериале «Зверь» на пару с Патриком Суэйзи. Однако, после смерти последнего производство проекта прекратилось.
Также, Трэвис Фиммел сыграл беглеца Мейсона Бойла в двух эпизодах приключенческого боевика NBC «Преследование», спродюсированного лауреатом премии «Эмми» Джерри Брукхаймером.
В 2013—2017 годах Фиммел играл викинга Рагнара Лодброка в сериале «Викинги». Эта роль стала переломной в карьере актёра, сделав его знаменитым на весь мир. Параллельно, в 2016 году Фиммел сыграл Андуина Лотара, командующего войсками Штормграда, в приключенческом фильме-фэнтези «Варкрафт».
Весной 2020 года в США состоялась премьера фильма «Ограбление президента» с Трэвисом Фиммелом в главной роли. Картина основана на реальном ограблении банка в Калифорнии, произошедшем в 1972 году
.

## Личная жизнь
Актёр до сих пор не женат.
Любимые виды отдыха и развлечений включают футбол, кемпинг, сёрфинг, езду на мотоцикле и походы на пляж.
Фиммел также играл со знаменитостями матч по крикету в 2009 году (австралийские знаменитости против голливудских) с другими австралийскими актёрами Джесси Спенсером («Доктор Хаус») и Кэмероном Даддо («Агентство моделей»), а также знаменитым шеф-поваром Кёртисом Стоуном, бас-гитаристом INXS Гарри Гэри Бирсом и игроком в боулинг Майклом Каспровичем.

## Фильмография
| Год          |     | Русское название                        | Оригинальное название                | Роль             |
| ------------ | --- | --------------------------------------- | ------------------------------------ | ---------------- |
| 2003         | с   | Тарзан                                  | Tarzan                               | Джон Клейтон     |
| 2005         | с   |                                         | Rocky Point                          | Тэдж Уолтерс     |
| 2006         | тф  | Южный комфорт                           | Southern Comfort                     | Бобби            |
| 2008         | ф   | Сёрфер                                  | Surfer, Dude                         | Джонни Доран     |
| 2008         | ф   | Воздержание                             | Restraint                            | Рон              |
| 2009         | с   | Зверь                                   | The Beast                            | Эллис Дав        |
| 2010         | ф   | Жизнь в стиле кантри 2                  | Pure Country 2: The Gift             | Дейл Джордан     |
| 2010         | ф   | Игла                                    | Needle                               | Маркус Ратерфорд |
| 2010         | ф   |                                         | Ivory                                | Джейк            |
| 2010         | ф   | Эксперимент                             | The Experiment                       | Хелвег           |
| 2010         | с   | Преследование                           | Chase                                | Мейсон Бойл      |
| 2011         | кор |                                         | Supremacy                            | Гарретт Талли    |
| 2012         | с   |                                         | BlackBoxTV                           | Тэд              |
| 2012         | тф  | В ритме беззакония                      | Outlaw Country                       | Фэрон            |
| 2012         | ф   | Бэйтаун вне закона                      | The Baytown Outlaws                  | Маккуинн Уди     |
| 2012         | ф   | Хародим                                 | Harodim                              | Лазарь Фелл      |
| 2013—2017    | с   | Викинги                                 | Vikings                              | Рагнар Лодброк   |
| 2015         | ф   | План Мэгги                              | Maggie’s Plan                        | Гай              |
| 2016         | ф   | Варкрафт                                | Warcraft                             | Андуин Лотар     |
| 2017         | ф   | Положитесь на Пита                      | Lean on Pete                         | Рэй              |
| 2019         | ф   | Ограбление президента                   | Finding Steve McQueen                | Гарри Барбер     |
| 2019         | ф   | Опасная близость: Сражение при Лонгтане | Danger Close: The Battle of Long Tan | майор Гарри Смит |
| 2019         | ф   | Страна грёз                             | Dreamland                            | Джордж Эванс     |
| 2020         | с   | 50 штатов страха                        | 50 States of Fright                  | Дэйв             |
| 2020—2022    | с   | Воспитанные волками                     | Raised by Wolves                     | Калеб / Маркус   |
| 2020         | ф   | Дублинские дебоширы                     | Here Are the Young Men               | телеведущий      |
| 2021         | ф   | Умереть в перестрелке                   | Die in a Gunfight                    | Уэйн             |
| 2021         | ф   | Зона 414                                | Zone 414                             | Марлон           |
| 2022         | ф   |                                         | Delia’s Gone                         | Стакер Коул      |
| 2022         | ф   |                                         | One Way                              | Уилл             |
| 2022         | с   | Грязный чёрный мешок                    | That Dirty Black Bag                 | Андерсон         |
| 2023 — н. в. | с   | Чёрный снег                             | Black Snow                           | Джеймс Кормак    |
| 2023         | ф   | Беглец                                  | Kandahar                             | Роман Чалмерс    |
| 2023         | с   |                                         | C*A*U*G*H*T                          | Динго            |
| 2024         | с   | Мальчик поглощает вселенную             | Boy Swallows Universe                | Лайл Орлик       |
| 2024         | с   | Дюна: Пророчество                       | Dune: Prophecy                       | Десмонд Харт     |
| 2024         | ф   | Раст                                    | Rust                                 | Фентон Лэнг      |

## Награды и номинации
| Награды и номинации | Награды и номинации     | Награды и номинации         | Награды и номинации | Награды и номинации | Награды и номинации |
| Год                 | Награда                 | Категория                   | Работа              | Результат           | Прим.               |
| ------------------- | ----------------------- | --------------------------- | ------------------- | ------------------- | ------------------- |
| 2013                | IGN Summer Movie Awards | Лучший герой на телевидении | Викинги             | Номинация           |                     |